# Glen Goins
Glen Lamont Goins (n. 2 ianuarie 1954 – d. 29 iulie 1978) a fost un cântăreț - vocalist și chitarist pentru Parliament-Funkadelic la mijlocul anilor '70. Goins este membru al Rock and Roll Hall of Fame fiind inclus în 1997 alături de alți 15 membri ai Parliament-Funkadelic. Primele sale înregistrări au fost cu trupa "The Bags". Aceștia au lansat un single în 1972, "It's Heavy"/"Don't Mess with My Baby".